# Linus Kather
Linus Kather (Bischofstein, 22 settembre 1893 – Stühlingen, 10 marzo 1983) è stato un politico tedesco.

## Biografia
Nato in Prussia Orientale in una famiglia molto cattolica (il fratello Arthur Kather è stato vicario capitolare della arcidiocesi di Varmia), dopo aver studiato diritto a Berlino, Breslavia e Königsberg, nel 1919 conseguì all'Università di Breslavia il dottorato in giurisprudenza. Dal 1921 divenne avvocato, dal 1929 anche notaio.
Si avvicinò alla politica nel 1920, con il plebiscito della Prussia Orientale, nelle file del Partito di Centro Tedesco, per il quale fu consigliere comunale di Königsberg tra il 1930 e il 1933. Non aderì mai al NSDAP (sebbene sia entrato nella Lega Nazionalsocialista dei giuristi tedeschi) e nel periodo tra il 1933 e il 1945 fu avvocato difensore in diversi processi politici, spesso nei confronti di religiosi.
Nel febbraio 1945 dovette lasciare la Prussia Orientale e si stabilì ad Amburgo. Per tutta la vita fu impegnato nella difesa dei diritti dei rifugiati. Nella città anseatica fu tra i fondatori della locale sede dell'Unione Cristiano-Democratica di Germania. Tra il 1946 e il 1950 fu membro del Parlamento di Amburgo.
Alle elezioni federali del 1949 venne eletto al Bundestag, e venne confermato anche alle successive elezioni del 1953. In polemica con le politiche di Konrad Adenauer nei confronti dei rifugiati, nel giugno 1954 lasciò la CDU per aderire al Blocco Pangermanico/Lega degli Espulsi dalla Patria e Privati dei Diritti.
Nel 1961 lasciò anche questo partito, perché contrario alla fusione con il Partito Tedesco da cui nacque il Partito Pangermanico.
Nel 1968 entrò nel Partito Nazionaldemocratico di Germania, dove rimase attivo fino al 1971.